# Солоу, Роберт
Роберт Мертон Со́лоу (англ. Robert Merton Solow; 23 августа 1924, Бруклин, Нью-Йорк — 21 декабря 2023, Лексингтон, Массачусетс) — американский экономист, автор модели Солоу, лауреат Нобелевской премии 1987 года «за фундаментальные исследования в области теории экономического роста». Член Национальной академии наук США (1972) и Американского философского общества, почётный член Британской академии наук и Национальной академии деи Линчеи.

## Биография
Родился в Бруклине, старшим из трёх детей в еврейской семье. Его родители — меховщик Милтон Генри Солоу и Ханна Гертруда Солоу (урождённая Сарней) — происходили из семей эмигрантов из России и поженились за три года до рождения старшего сына. Отец занимался закупкой меха в СССР.
Был одним из лучших учеников в средней школе и поступил на обучение в Гарвардский университет, где в 1940—1942 годах проходил обучение по социологии и антропологии. В конце 1942 года поступил на службу в вооружённые силы США и служил в Северной Африке и на Сицилии, а в 1945 году в составе англо-американских войск участвовал в освобождении Италии. В августе 1945 года был демобилизован из армии, после чего вернулся в Гарвардский университет.
Получил степень бакалавра в 1947 году, степень магистра в 1949 году, и докторскую степень в 1951 году в Гарвардском университете, учился в 1949—1950 годах в Колумбийском университете.
Преподавательскую деятельность начал ассистентом профессора статистики на экономическом факультете Массачусетского технологического института с 1949 года, в Оксфордском университете в 1968—1969 годах. С 1958 года присвоено звание профессора, с 1973 года полного профессора, а с 1995 года почётного профессора Массачусетского технологического института.
Солоу также занимал ряд государственных должностей, в том числе был старшим экономистом Совета экономических консультантов в 1961—1962 годах и членом президентской Комиссии по поддержке доходов в 1968—1970 годах. Был экономическим советником президентов Дж. Кеннеди, Л. Джонсона и Р. Никсона. В 1975—1980 годах член совета директоров Федерального резервного банка Бостона, последний год этого срока возглавлял совет директоров.
Являлся членом, а в 1964 году президентом Эконометрического общества, также членом, а в 1979 году президентом Американской экономической ассоциации. Президент Международной экономической ассоциации в 1999—2002 годах. Член Американской академии наук и искусств. Являлся почётным профессором университетов Чикагского, Йельского, Брауна, Тулейнского в Новом Орлеане, а также Уорикского (Англия), Парижского (Сорбонна), Женевского и ряда американских колледжей.
Умер 21 декабря 2023 года в своём доме в Лексингтоне, штат Массачусетс, в возрасте 99 лет.

## Награды
Роберт был неоднократно награждён за научные достижения:
- 1951 — грант Дэвида А.Уэллса Гарвардского университета, который однако остался неоплаченный, а работа не опубликована, так как Роберт считал, что можно сделать лучше[16].
- 1961 — медаль Джона Бейтса Кларка
- 1983 — премия Фрэнка Сейдмана
- 1985 — премия Адама Смита
- 1987 — Нобелевская премия по экономике «за фундаментальные исследования в области теории экономического роста»
- 1999 — Национальная научная медаль США
- 2006 — медаль имени В. Леонтьева «за достижения в экономике»
- 2014 — Президентская медаль Свободы.

## Научное творчество
Две статьи по теории экономического роста: «Вклад в теорию роста» в 1956 году и «Технические изменения и агрегированная производственная функция» в 1957 году сформировали основу для макроэкономической модели, учитывающей вклад технологического параметра в экономический рост, которая известна в экономической теории как модель Солоу. Показал, что основной движущей силой долгосрочного роста является технический прогресс, а не накопление капитала. Вклад технического прогресса получил название «остаток Солоу» (остаток — потому что эту часть роста нельзя объяснить идентифицируемыми факторами производств, такими как накопление капитала или рост рабочей силы).
Последующие работы с Р. Дорфманом и П. Самуэльсоном «Линейное программирование и экономический анализ» в 1958 году, где была применена кривая Филлипса к экономике США, и учебник «Теория роста: вариант изложения» в 1969 году заложили теорию экзогенного роста.
По его мнению, марксистское экономическое учение совершенно устарело.